# Сорель, Жорж
Жорж Эжен Соре́ль (фр. Georges Eugène Sorel; 2 ноября 1847 — 29 августа 1922) — французский философ, публицист и политик. Автор теории
сорелианизма. Теория Сореля о роли мифологии в жизни людей, в особенности, — национальных мифов, оказала заметное влияние на теории социализма, анархизма и фашизма. Выступал апологетом насилия в политике. С одобрением относился к русскому большевизму и итальянскому фашизму ().

## Биография
Родился в Шербуре в семье обанкротившегося виноторговца. Двоюродный брат А. Сореля.
Окончил Политехническую школу, работал транспортным чиновником. С 1879 года он жил в Перпиньяне. В 1892 году, когда ему было 45 лет, ушел на пенсию и до самой смерти жил на ренту, активно участвуя в политической жизни Франции.

## Идеология
В 1889 году опубликовал свои первые произведения — «Процесс Сократа» и «Вклад в мирское изучение Библии». В этот период его в основном занимали проблемы морали. В период с 1902 по 1909 год он увлекался философией Анри Бергсона. Его считают анархо-синдикалистом, однако он в 1909 г. выразил восхищение идеологом монархизма и национализма, основателем крайне правой организации «Аксьон франсез» Шарлем Моррасом. После Октябрьской революции 1917 г. в России Сорель стал поклонником большевизма и его вождя — Ленина, а незадолго до своей смерти высказал одобрение лидеру итальянских фашистов Бенито Муссолини.
К либеральной демократии Жорж Сорель относился с величайшим презрением. В своей самой известной книге «Размышления о насилии» (1906 г.) он писал: «Опыт показывает, что во всех странах, где демократия может спокойно развиваться сообразно своей природе, господствует подкуп в самом бессовестном виде, причём никто не считает нужным скрывать своих мошеннических подделок». Сорель писал: «Возвышенное умерло в буржуазии, и поэтому она обречена». Буржуазия, полагал он, «осуждена на смерть» и «её исчезновение лишь вопрос времени». Сорель убеждал, что есть лишь одно средство спасения мира от буржуазного декаданса — пролетарское насилие. При этом идея насилия в его концепции сопряжена с идеей всеобщей стачки, которая должна стать основным орудием революции.
Сорель также надеялся, что пролетарское насилие возродит боевой дух у буржуазии, «влияя на буржуа, разбудит в них классовое сознание», наполнит их «духом бодрости, неутомимости, неумолимости, которым отличались основатели новой промышленности». Он доказывал: «чем капиталистичнее будет буржуазия, чем воинственней будет настроен пролетариат, тем больше выиграет движение». С помощью насилия пролетариат, по его мнению, не добьётся немедленного улучшения своего материального положения, но зато он «спасёт мир от варварства». Поэтому «насилие пролетариата, понятое, как манифестация, свидетельствующая о сознании классовых интересов, является прекрасным героическим подвигом».
Сорель писал в книге «Социальные очерки», что длительный мир, которым Франция наслаждалась с 1871 года, явился «причиной её нравственной и духовной слабости, так как дух предприимчивости французов пошёл на убыль». Война, по его мнению, могла бы пробудить «боевой дух французов». Тем не менее, во время Первой мировой войны Сорель занял интернационалистские позиции.
«Размышления о насилии» были настольной книгой Муссолини, с которым Сорель встречался в 1912 году (правда, Муссолини был тогда ещё левым социалистом и интернационалистом). Муссолини говорил: «Именно этот учитель синдикализма через свои теории о революционной тактике более всех способствовал формированию дисциплины, энергии и силы фашистских когорт».